# Carl Raiser

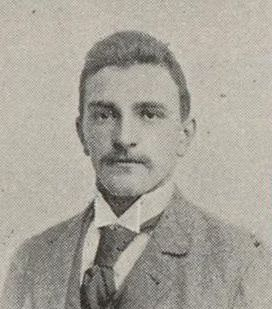
Carl Raiser, um 1894

Carl Friedrich Raiser (* 26. September 1872 in Stuttgart; † 10. September 1954 ebenda) war ein deutscher Rechtsanwalt und Wirtschaftsjurist.

## Werdegang
Raiser besuchte ein Gymnasium in Stuttgart und studierte von 1890 bis 1895 Rechtswissenschaften in Tübingen und Berlin. 1895 legte er die erste, 1899 die zweite höhere juristische Staatsprüfung ab. 1898 wurde er in Tübingen zum Doktor der Rechte promoviert. Ab 1899 war er in Stuttgart als Rechtsanwalt am Oberlandesgericht Stuttgart zugelassen. 1912 trat er in die Direktion der Württembergischen Feuerversicherungs AG ein, deren Generaldirektor er später wurde. Daneben war er stellvertretender Aufsichtsratsvorsitzender der Allgemeinen Rentenanstalt, Lebens- und Rentenversicherungs AG in Stuttgart und Mitglied des Aufsichtsrats der Union-Rhein Versicherungs AG, der Berlinischen Feuerversicherungsanstalt sowie der Aachen-Leipziger Versicherungs-Gesellschaft. Außerdem war er stellvertretender Vorsitzender des Reichsverbandes der Privatversicherung.
Raiser war Mitglied der Studentenverbindung Akademische Gesellschaft Stuttgardia Tübingen.
Er war der Vater von Rolf Raiser und von Ludwig Raiser.

## Ehrungen
- Eisernes Kreuz II. Klasse
- Württembergischer Friedrichs-Orden I. Klasse mit Schwertern
- Preußischer Roter Adlerorden IV. Klasse
- 1952: Großes Bundesverdienstkreuz